# Kómi (ort i Cypern, Eparchía Ammochóstou, lat 35,41, long 34,00)
Kómi är en ort i Cypern.   Den ligger i distriktet Eparchía Ammochóstou, i den nordöstra delen av landet, 60 km öster om huvudstaden Nicosia. Kómi ligger 90 meter över havet och antalet invånare är 812. Den ligger på ön Cypern.
Terrängen runt Kómi är platt åt sydost, men åt nordväst är den kuperad.Trakten runt Kómi är ganska glesbefolkad, med 25 invånare per kvadratkilometer. Närmaste större samhälle är Tríkomo, 16,7 km sydväst om Kómi. Trakten runt Kómi består till största delen av jordbruksmark.